# Ум Савут
Ум Савут — камбоджийский военный и кадровый офицер, антикоммунист. Получил известность после как командующий правительственной армией в 1971 году. Сын шофёра, младший брат политика Ум Самута. Начал карьеру военного ещё в годы правления Нородома Сианука, в 1970 году поддержал государственного переворот генерала Лон Нола. Наряду с Лес Косемом принимал активное участие в формировании повстанческой группировки ФУЛРО. Как и Косем, Савут был замешан в тайном соглашении Сианука с правительством Северного Вьетнама по контрабанде оружия для партизан Вьетконга через территорию Камбоджи, получившей название «Тропа Сианука» (по аналогии с «Тропой Хо Ши Мина»).
Вскоре после переворота получил звание бригадного генерала. Несмотря на заявления американских советников, что Сувут «пьёт больше, чем весь офицерский корпус», его назначили командующим камбоджийской армии во время наступления в 1971 году. Ум Савут был убит в ноябре 1972 года. Киноплёнка с записью его кремации (проведённой в соответствии с буддистским обычаем) в настоящее время хранится в Камбоджийской центре документации.